# توماس جيبسون
توماس جيبسون (بالإنجليزية: Thomas Gibson)‏ (و. 1962 – م) هو ممثل، ومخرج سينمائي، وممثل تلفزيوني من الولايات المتحدة الأمريكية . ولد في تشارلستون، كارولاينا الجنوبية .

## التعليم
تعلم في مدرسة جوليارد.

## روابط خارجية
- توماس جيبسون على موقع IMDb (الإنجليزية)
- توماس جيبسون على موقع ألو سيني (الفرنسية)
- توماس جيبسون على موقع أول موفي (الإنجليزية)
- توماس جيبسون على موقع قاعدة بيانات برودواي على الإنترنت (الإنجليزية)
- توماس جيبسون على موقع قاعدة بيانات الأفلام السويدية (السويدية)
- توماس جيبسون على موقع إن إن دي بي (الإنجليزية)
- توماس جيبسون على موقع قاعدة بيانات الفيلم (الإنجليزية)
- توماس جيبسون على موقع كينوبويسك (الروسية)
- توماس جيبسون على موقع كينوبويسك (الروسية)